# Odontolabis ludekingi ludekingi
Odontolabis ludekingi ludekingi es una subespecie de coleóptero de la familia Lucanidae.

## Distribución geográfica
Habita en Malaya y Sumatra en (Indonesia).